# HD 160748
HD 160748，又名CD-3213208，SAO 209176、HR 6587，是一颗恒星，视星等为6.4，位于銀經356.21，銀緯-1.7，其B1900.0坐标为赤經17h 36m 32.9s，赤緯-33° -1.7′ 8″。